# Eudajmonizm
Eudajmonizm (z gr. εὐδαίμων eudaimon – "szczęśliwy", dosł. "mający dobrego ducha") – stanowisko etyczne głoszące, że szczęście (eudaimonia) jest najwyższą wartością i celem życia ludzkiego. Eudajmonizm występuje prawie wyłącznie w teoriach etycznych hellenizmu oraz w buddyjskim opisie motywu i celu działania istot żywych. Eudajmonista rozumie szczęście inaczej, niż zazwyczaj rozumie się je współcześnie: nie jako subiektywne zadowolenie, ale jako pewien stan zachodzący na skutek właściwego postępowania, np. apatheię, ataraksję czy eutymię.
W epoce nowożytnej powstał eudajmonizm państwowy, zakładający że obowiązkiem państwa jest pomnażanie szczęścia swoich obywateli.